# Žuti kamen (jezero)
Žuti kamen (alb. Liqeni i Gurit të Kuq, srp. Језеро Жути камен) je jezero na Kosovu koje se nalazi na planini Guri i Kuq, u planinskom lancu Prokletijama. To je najveće jezero u kosovskom dijelu Prokletija nakon Đeravičkog jezera i jezera Lićenat. Za razliku od jezera Lićenat, jezero Žuti kamen nije okruženo drvećem već velikim livadama. Sjeverno od jezera nalazi se Rugovska klisura.